# Wawiórka (gmina)
Wawiórka (do 1927 Myto) – dawna gmina wiejska istniejąca do 1939 roku w województwie nowogródzkim w Polsce (obecnie na Białorusi). Siedzibą gminy była Wawiórka (107 mieszk. w 1921 roku).
Gmina Wawiórka powstała 14 lipca 1927 roku w powiecie lidzkim w woj. nowogródzkim, w związku z przemianowaniem gminy Myto na Wawiórka. 11 kwietnia 1929 roku do gminy Wawiórka przyłączono część obszaru gminy Zabłoć.
Po wojnie obszar gminy Wawiórka został odłączony od Polski i włączony do Białoruskiej SRR.